# Heretic (computerspel)
Heretic is een computerspel ontwikkeld door Raven Software en uitgegeven door id Software en GT Interactive voor DOS. Het first-person shooterspel is uitgekomen in de VS op 23 december 1994.

## Plot
De Serpent Riders gebruikten hun magie om de zeven koningen van Parthoris te bezitten en zo hun legers aan te sturen. De Sidhe bleken immuun voor de magie, waarop de Serpent Riders hen de oorlog verklaarden. De Sidhe worden gedwongen om een drastische maatregel te nemen om de natuurlijke macht van de koningen te vernietigen.

## Ontvangst
| Publicatie      | Score |
| --------------- | ----- |
| GameRankings    | 62%   |
| Next Generation | 4/5   |
| PC Zone         | 78%   |
| Maximum         | 4/5   |

## Shadow of the Serpent Riders
Shadow of the Serpent Riders is een uitbreidingspakket voor Heretic dat bestaat uit twee nieuwe hoofdstukken waarin het verhaal verder gaat. Het uitbreidingspakket werd als losstaande versie in maart 1996 verkocht, waarbij het originele spel werd stopgezet.
In het eerste hoofdstuk, The Ossuary, reist de speler naar een vervallen wereld die eeuwen geleden is vernietigd door de Serpent Riders. Het tweede hoofdstuk, The Stagnant Demesne, neemt de speler mee naar D'Sparils geboorteplek.
Shadow of the Serpent Riders was de eerste uitgave van Heretic in Europa.